# Уламки щастя
«Уламки щастя» (тур. Paramparça) — турецький серіал. Прем'єра відбулася 1 грудня 2014 року.

## Сюжет
Неймовірна історія двох сімей, яка почалася ще п'ятнадцять років тому. Головні героїні серіалу - жінки Гюльсерен та Діляра. Вони ніколи не були знайомі та належать до абсолютно різних соціальних класів. Але у них є дещо спільне. По-перше, обидві жінки вагітні та будуть народжувати в одному пологовому будинку. А по-друге, у них однакове прізвище. Ніхто навіть не здогадувався, що така дрібниця, як одне й те саме прізвище, може назавжди змінити життя обох жінок.
У Діляри та Гюльсерен народилися дві дівчинки. Але сталося дещо дивне. Через те, що обидві жінки носять однакове прізвище, персонал пологового будинку переплутав малюків. Не підозрюючи, Діляра та Гюльсерен обмінялися дітьми. Минуло п'ятнадцять років і життєві шляхи жінок склалося зовсім по-різному. Одразу після пологів від Гюльсерен пішов чоловік, залишивши її саму з маленькою дитиною. Весь цей час жінка змушена була сама виховувати доньку та тяжко працювати на кількох роботах. Її дочка виросла дуже примхливою, вона вважає, що мати недостатньо робить для неї. Дівчина мріє про багате та розкішне життя, у той час, як її мама працює. У Діляри ж ситуація зовсім інша. Проблем з коштами її сім'я не має, адже чоловік жінки, Джихад, успішний бізнесмен. Але у цієї пари є проблема іншого характеру. Між Ділярою та Джихадом вже давно немає ніяких почуттів, їх шлюб тримається лише на дітях, яких у пари народилося двоє. На розлучення жінка не згодна, тому що її дуже хвилює те, що про неї подумають знайомі. На людях вони лише вдають щасливе подружжя. Але одного разу трапляється те, що одночасно змінює долю усіх героїв - таємниця про переплутаних малюків стає розкритою. Невже обидві жінки п'ятнадцять років виховували та любили не своїх дітей? На що готові піти головні герої заради довгоочікуваного щастя?

## Акторський склад та український дубляж
- Еркан Петеккая (Михайло Жонін) — Джихан Ґюрпинар
- Ебру Озкан (Людмила Ардельян) — Діляра Ґюрпинар-Терізоглу
- Нурґюль Єшільчай (Катерина Сергеєва) — Ґюльсерен Ґюльпинар
- Бариш Фалай (Євген Пашин) — Харун Ерґюван
- Толга Текін (Олесь Гімбаржевський) — Озкан Ґюльпинар
- Нурсель Кесе (Ольга Радчук) — Керіман Акчатепе
- Аліна Боз (Юлія Перенчук) — Хазал Ґюльпинар-Ґюрпинар
- Лейла Танлар (Дарина Муращенко) — Джансу Ґюрпинар
- Бурак Тозкопаран (Андрій Федінчик) — Озан Ґюрпинар
- Дживан Канова (Олег Лепенець) — Рагмі Ґюрпинар

А також: Юрій Висоцький, Олександр Завальський, Ярослав Чорненький, Анатолій Зіновенко, Максим Кондратюк, Дмитро Завадський, Юрій Коваленко, Юрій Кудрявець, Андрій Мостренко, Андрій Твердак, Павло Скороходько, Андрій Альохін, Михайло Тишин, Олександр Погребняк, Сергій Могилевський, Ніна Касторф, Ірина Дорошенко, Тетяна Антонова, Лариса Руснак, Ганна Левченко, Лідія Муращенко, Олена Узлюк, Олена Яблочна, Наталя Ярошенко, Наталя Романько-Кисельова, Катерина Брайковська, Катерина Буцька, Анна Дончик, Анастасія Жарнікова-Зіновенко, Єлизавета Зіновенко та інші.
Українською мовою серіал дубльовано студією «1+1» у 2016 році.

## Сезони
| Сезон | Серії | Оригінальна дата випуску | Оригінальна дата випуску |
| Сезон | Серії | Початок сезону           | Фінал сезону             |
| ----- | ----- | ------------------------ | ------------------------ |
| 1     | 31    | 1 грудня 2014            | 29 червня 2015           |
| 2     | 40    | 14 вересня 2015          | 20 червня 2016           |
| 3     | 26    | 19 вересня 2016          | 27 березня 2017          |

## Трансляція в Україні
- З 8 серпня по 30 грудня 2016 року на телеканалі 1+1, у будні о 17:10 по дві серії. Було показано перших два сезони.